# Ruska reprezentacija u rukometu na pijesku
Ruska reprezentacija u rukometu na pijesku predstavlja Rusiju u športu rukometu na pijesku.
Krovna organizacija za ovu reprezentaciju je Ruski rukometni savez.

### Sudjelovanja na velikim natjecanjima
Svjetska prvenstva:
- SP 2004.: 3. mjesto
- SP 2006.: 9. mjesto
- SP 2008.: 8. mjesto
- SP 2010.: 6. mjesto
- SP 2012.: 4. mjesto
- SP 2014.: 4. mjesto
- SP 2016.: -

Europska prvenstva:
- EP 2007.: ?
- EP 2009.: ?
- EP 2011.: 2. mjesto
- EP 2013.: 2. mjesto
- EP 2015.: 5. mjesto

Svjetske igre:
- 2001.: ?
- 2005.: ?
- 2009.: -
- 2013.: 2. mjesto

## Vanjske poveznice
- (šp.) Sve o odbojci na pijesku